# Galeus longirostris
Galeus longirostris es una especie de peces de la familia Scyliorhinidae en el orden de los Carcharhiniformes.

## Morfología
• Los machos pueden llegar alcanzar los 80,3 cm de longitud total.

## Hábitat
Es un pez de mar que vive entre 440-520 m de profundidad.

## Distribución geográfica
Se encuentran en las Islas Ogasawara e  Izu.